# Riedel

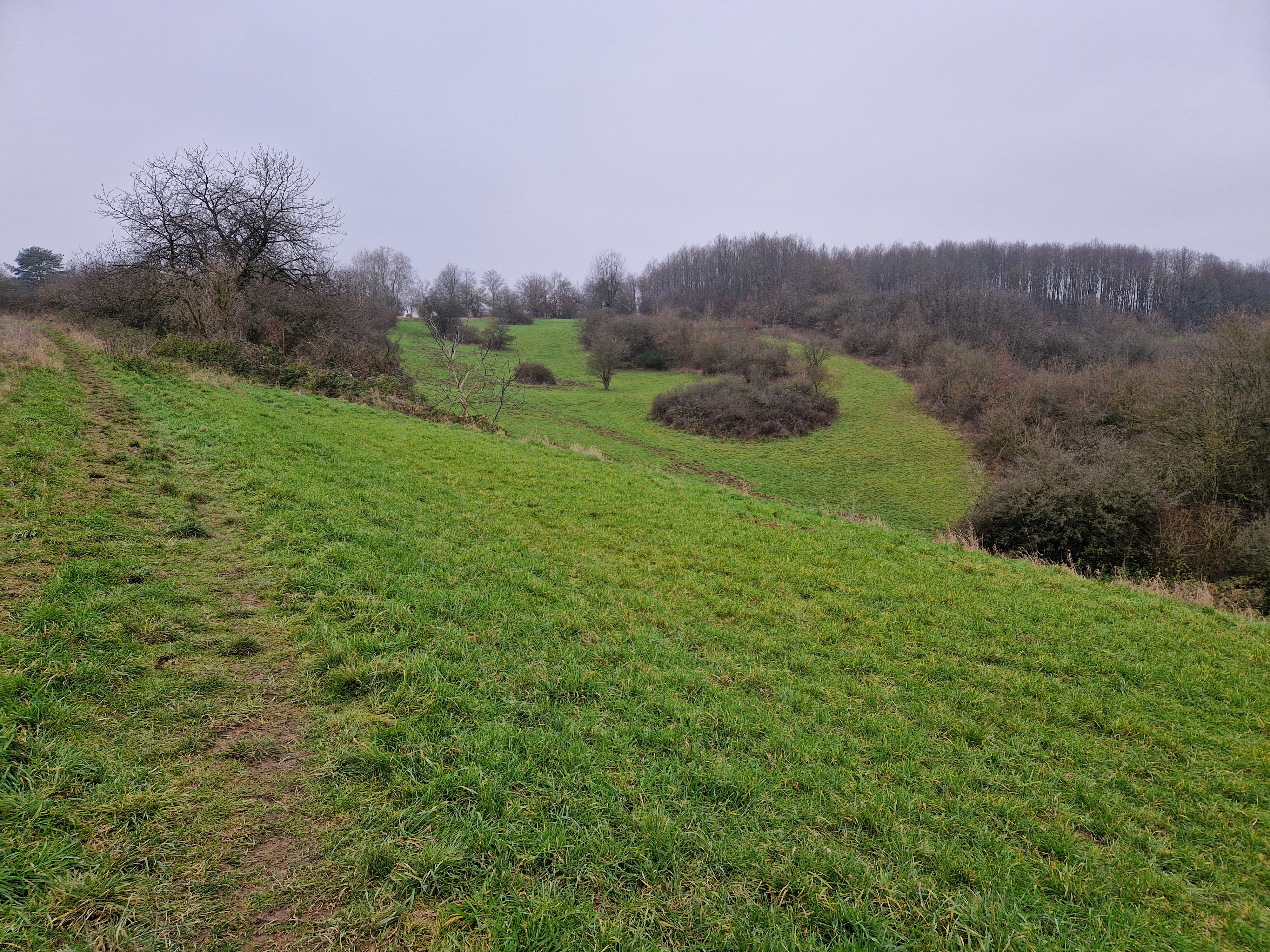
Naturschutzgebiet Hangwiesen Aussicht/Lerchenberg in der Riedellandschaft bei Wiesbaden

Ein Riedel ist ein schmaler, langgestreckter, flacher Geländerücken zwischen zwei Tälern. Das Deutsche Wörterbuch der Brüder Grimm sieht die Bedeutung von „Bergrücken, Erhöhung im Terrain“.

## Entstehung
Dieses Landschaftselement ist durch Bodenfließen (Solifluktion) entstanden. Typischerweise gleitet dabei eine aufgetaute, wassergesättigte Bodenschicht über eine Schicht Permafrostboden. An einem Hindernis, beispielsweise einer Felsformation, wird die gleitende Masse gehemmt, und eine Bodenwelle entsteht.
Es kann sich jedoch auch um ehemalige Flussterrassen handeln, die nachträglich durch Fluvialerosion zerschnitten wurden.
Im Falle einer Auflage mit jüngeren Sedimentdecken (Löss, Hangschutt) weisen die Riedel eine rundlichere und damit sanfte Gestalt auf.
Eine Abfolge von Riedeln bildet eine Riedellandschaft.

## Vorkommen von Riedellandschaften
- im Südburgenland und im oststeirischen Hügelland[5]
- der Großteil der Naturraumeinheit Donau-Iller-Lech-Platte in bayerisch Schwaben bzw. in Oberschwaben (Baden-Württemberg) mit Ausnahme der großen Flusstäler von Donau, Iller und Lech, dem Donauried und dem Federseeried sowie den Altmoränenlandschaften im Süden der Naturraumeinheit
- das Leubnitz-Tobertitzer Riedelgebiet im Vogtland, westlich der Stadt Plauen, zwischen den Tälern von Goldbach und Rosenbach.
- die Wegscheider Hochfläche als Riedellandschaft im Osten Niederbayerns, östlich der Stadt Passau direkt an der Grenze zu Oberösterreich gelegen, als Südausläufer des Bayerischen Waldes, nördlich der Donau und südlich des Bergs Dreisessel.